# Linia kolejowa Hünfeld – Wenigentaft-Mansbach
Linia kolejowa Hünfeld – Wenigentaft-Mansbach – dawna jednotorowa i niezelektryfikowana lokalna linia kolejowa w kraju związkowym Hesja i Turyngia, w Niemczech. Łączyła miejscowości Hünfeld ze stacją Wenigentaft-Mansbach.